# Love Machine (chanson de Morning Musume)
Pour les articles homonymes, voir Love Machine.
Singles de Morning Musume
Furusato
(1999) Koi no Dance Site
(2000)
Love Machine (LOVEマシーン, Rabu Mashiin), est le 7e single du groupe de J-pop Morning Musume, sorti en 1999 ; il est aussi ré-édité sous divers formats par la suite.

## Présentation
Le single, écrit et produit par Tsunku, sort le 9 septembre 1999 au Japon sur le label zetima. Il sort d'abord au format mini-CD de 8 cm, mais est pour la première fois inséré dans un boitier de fine épaisseur au format "maxi-single" de 12 cm. Le single atteint la 1re place du classement Oricon, et reste classé pendant 31 semaines, pour un total de 1 646 630 exemplaires vendus ; il restera le single le plus vendu du groupe. 
C'est le premier single avec l'unique membre de la "3e génération" intégrée l'été précédent, Maki Goto, et c'est le dernier avec Aya Ishiguro qui quittera le groupe en janvier suivant. Une version vinyle du disque sort également au format maxi 45 tours un mois plus tard, le 6 octobre, en édition limitée, avec la chanson-titre, une version remixée, et leurs versions instrumentales. Le clip vidéo sort en VHS le 14 octobre.
La chanson-titre figurera sur le troisième album du groupe, 3rd -Love Paradise- de mars 2000. La version remixée du vinyle figurera aussi sur la compilation du Hello! Project Petit Best ~Ki Ao Aka~ d'avril suivant. La chanson-titre sera reprise entre autres en 2009 par le groupe féminin sud-coréen After School et par l'acteur Riki Takeuchi à l'occasion des dix ans de la sortie du single. Elle sera ré-enregistrée quatorze ans plus tard par la formation du groupe d'alors pour figurer sur l'album "best of" The Best! ~Updated Morning Musume~ de 2013.
Le single Love Machine est ré-édité fin 2004 au format maxi-CD de 12 cm, avec une version supplémentaire inédite de la chanson-titre, pour faire partie du coffret Early Single Box contenant les ré-éditions des huit premiers singles du groupe. Ces huit singles au format 12 cm sont ensuite re-sortis à l'unité le 2 mars 2005.

## Formation
Membres du groupe créditées sur le single :
- 1re génération : Yuko Nakazawa, Aya Ishiguro (dernier single), Kaori Iida, Natsumi Abe
- 2e génération : Kei Yasuda, Mari Yaguchi, Sayaka Ichii
- 3e génération : Maki Goto

Fans et membres du groupe parleront rapidement d'une sorte de "malédiction" liée à la pochette du single ; en effet, par coïncidence, les membres présentes quitteront le groupe au fil des ans dans l'ordre précis où elles figurent sur la photo de couverture, dans l'ordre de lecture japonais (de haut en bas et de droite à gauche), soit : Ishiguro (début 2000), Ichii (mi-2000), Nakazawa (en 2001), Goto (en 2002), Yasuda (en 2003), Abe (en 2004), Iida (début 2005), et Yaguchi (mi-2005).
| 7 : Kaori Iida   | 5 : Kei Yasuda  | 3 : Yuko Nakazawa | 1 : Aya Ishiguro |
| 8 : Mari Yaguchi | 6 : Natsumi Abe | 4 : Maki Goto     | 2 : Sayaka Ichii |

## Liste des titres
Édition 8 cm de 1999
1. Love Machine (Loveマシーン?) – 5:02
2. 21 Seiki (21世紀?) – 4:45
3. Love Machine (Instrumental) (Loveマシーン...?) – 5:01

Édition vinyle de 1999
- Face A

1. Love Machine (Loveマシーン?)
2. Love Machine (Instrumental) (Loveマシーン...?)

- Face B

1. Love Machine ~Analog Remix~ (Loveマシーン ~analog remix~?)
2. Love Machine ~Analog Remix~ (Instrumental) (Loveマシーン ~analog remix~?)
3. Secret Track (シークレットトラック?)

Édition 12 cm de 2005
1. Love Machine (Loveマシーン?)
2. 21 Seiki (21世紀?)
3. Love Machine (Instrumental) (Loveマシーン...?)
4. Love Machine (Early Unison Version) (Loveマシーン...?)

VHS
1. Love Machine (Loveマシーン?) (clip vidéo)